# До 16 и старше…
«…До 16 и старше» (с 1995 года: «До 16 и старше…») — советская и российская телепередача, придуманная сотрудниками Главной редакции программ для детей в 1983 году. Посвящена проблемам молодёжи. Выходила в эфир по Второй программе Центрального телевидения по вторникам с 18 октября 1983 года по 20 декабря 1988 года, затем по субботам с 7 января по 23 декабря 1989 года. Выходила в эфир по Первой программе ЦТ по средам или четвергам с 5 января 1984 года по 26 декабря 1991 года, затем по 1-му каналу Останкино и ОРТ. Последний выпуск передачи вышел 28 июня 2001 года. Является самой популярной детской телепередачей 1988 года.

## История
18 октября 1983 года на экране Центрального телевидения впервые появилась заставка «…До 16 и старше»: подросток, бегущий по взлётной полосе аэродромного поля. Так начиналась эта программа для советской молодёжи. У истоков создания проекта стояли журналисты Алексей Комов, Николай Коровин и Светлана Чиркова, которые впоследствии занимались выпуском и других детских и молодёжных программ.
Программа освещала актуальные проблемы молодёжной жизни: беспризорность, движение «рокеров», темы наркомании и «дедовщины», проблемы досуга и взаимоотношений в семье.
За время существования программы в ней появлялись новые конкретные направления, ответвлялись новые журналы: «РЭП» — развлекательно-экономическая программа о проблемах молодёжного бизнеса, «Тин-тоник» — о молодёжной культуре, дискуссионный «Успех», музыкальные «Джэм» и «Рок-урок», отвечающий на интимные вопросы «Тет-а-тет», обзор новостей из мира компьютеров и высоких технологий «Computer Hall». У каждой из таких передач были свои день недели и периодичность выхода в эфир.
Затем (после полной замены РГТРК «Останкино» на ОРТ) все эти программы вновь слились в единую программу «До 16 и старше», сохранив при этом все старые направления и рубрики, но подчинившись единой концепции: «Я — и мир, в котором я живу». В 1994 году её производством стала заниматься телекомпания «Класс!» и передача стала выходить с заставкой «До 16 и старше…». Пришло новое поколение ведущих (уже четвёртое) — студенты и недавние выпускники факультета журналистики МГУ. Видоизменился и формат программы. Она начиналась и долгое время сохранялась в виде журнала, составленного из нескольких законченных сюжетов. Постепенно сюжетов становилось больше, а каждый из них — жёстче и лаконичнее, больше внимания стало уделяться межсюжетному пространству: отбивкам, анонсам, «репортёрским стойкам» и тому подобному.
Далее программа стала молодёжным ток-шоу из 4 частей, герои которого, популярные личности — музыканты, актёры, писатели, режиссёры, бизнесмены, продюсеры — дискутируют с молодёжной аудиторией и ведущими журналистами «До 16…» как по самым злободневным, так и по вечным философским проблемам: любви и смерти, человеческого долга, жизненного предназначения и прочему.
Программа стала стартовой площадкой для многих видных сотрудников российского телевидения 1990-х и 2000-х годов: многие бывшие авторы и ведущие «До 16 и старше» после ухода из проекта нередко становились ведущими, журналистами или закадровыми работниками как на Первом, так и на других каналах российского телевидения: РТР, НТВ, ТВ-6 и ТВС, Муз-ТВ, REN-TV, а также журналистами и редакторами разных молодёжных печатных изданий того же периода.

### Закрытие
28 июня 2001 года программа вышла в последний раз, а в августе того же года окончательно закрылась, не вернувшись из летнего отпуска. Директор Дирекции детских и юношеских программ ОРТ Сергей Супонев мотивировал решение о закрытии программы тем, что она сильно устарела и стала отставать по рейтинговым показателям от молодёжных программ на других каналах. Кроме того, в последние годы вещания передача постоянно становилась объектом жёсткой критики со стороны телевизионных обозревателей: рецензенты регулярно отмечали посредственное качество показываемых видеосюжетов, устаревшую подачу информации и низкий, нередко — развязный уровень эфирной работы последнего состава ведущих.
В настоящее время выпуски с 1988 по 1992 год повторяются на телеканале «Ностальгия».

## Хронология времени выхода в эфир
- В 1980-х программа выходила с понедельника по четверг.
- С 1980-х по 1995 год программа выходила в 16:00.
- С 1995 по 1996 год программа выходила по вторникам в 18:10.
- С 1997 по 1 октября 1998 года выходила с понедельника по четверг в 17:05/17:10.
- С 5 октября 1998 по 2 сентября 1999 года выходила по будням в 16:35.
- С 6 сентября 1999 по 14 декабря 2000 года выходила в 16:10/16:15/16:20/16:25.
- С 18 декабря 2000 по 28 июня 2001 года программа выходила в 15:45/15:50.